# Spreker
Een spreker in technische zin is een persoon die zijn of haar stem gebruikt om woorden en zinnen uit te spreken. Spreken ontstaat wanneer een mens zijn of haar stembanden laat trillen door uitgeademde lucht langs de stembanden te laten stromen terwijl de stembanden een lichte spanning ondergaan, zonder vibrato. Ook zonder de stembanden te gebruiken is het mogelijk te spreken, dit wordt fluisteren genoemd. Het veranderen van de vorm van het traject (mondholte, tong, lippen) na de stembanden levert de benodigde spraakinformatie.
Wanneer gesproken wordt op ingeslikte lucht is er sprake van boerspraak of eusophagusspraak. Patiënten die een laryngectomie hebben ondergaan, maken hier soms gebruik van. 
Buikspreken is een vorm van amusement waarbij de spreker praat zonder zijn mond zichtbaar te bewegen, meestal met een pop op schoot die de aandacht van het publiek moet afleiden van de buikspreker.
Ook tonpraten is een vorm van, meest carnavalesk, amusement.
Er bestaat een essentieel verschil tussen spreken en zingen. Veel kunstenaars denken dat zij zingen wanneer hun uitgesproken teksten veel verschillende noten bevatten, maar dat is onjuist. Ook bij het spreken worden verschillende toonhoogtes gebruikt (intonatie). Spraak zonder intonatie zou letterlijk zeer eentonig zijn.
De kunst van het voeren van een betoog (ook wel retorica) is een specialisatie van een bepaald type spreker: de redenaar. Deze spreker tracht middels een goed opgebouwd verhaal zijn luisteraars op welsprekende wijze iets duidelijk te maken.
Een spreker die zich richt op het behandelen van een onderwerp kan ook een causerie of een hoorcollege houden.
Meer in algemene betekenis is een spreker iemand die het woord voert, maar meer specifiek gebruikt men de term voor iemand die voor een gezelschap een redevoering houdt, een lezing geeft of een voordracht verzorgt. In die meer specifieke betekenis is openbaarheid van optreden van de spreker kenmerkend. In geval van betaling is men dan van beroepshalve spreker.